# The Scarlet Letter (film 1908)
The Scarlet Letter è un film del 1908 diretto da Sidney Olcott: la prima versione cinematografica del romanzo La lettera scarlatta di Nathaniel Hawthorne, sceneggiato e interpretato dall'attrice Gene Gauntier nella parte di Hester Prynne. Gene Gauntier era conosciuta come la Kalem Girl (dalla casa di produzione dei suoi film).
Il film segna l'esordio di Ruth Roland, che prese in seguito il soprannome di Queen of the Thriller Serials, per essere l'interprete di alcuni serial che la resero molto popolare.
The Scarlet Letter vede il debutto come attore anche di Jack Conway, futuro regista di Mentre la città dorme e di La donna del giorno.

## Trama
Boston, Massachusetts, giugno 1642. Hester Prynne resta incinta benché il marito sia assente. La comunità puritana in cui vive la condanna a essere marchiata con una A, la lettera scarlatta che denota come adultera chi la porta. Il pastore Dimmesdale, colui che l'ha sedotta, diventa ipocritamente uno dei suoi accusatori.

## Produzione
Il film fu prodotto dalla Kalem Company.

## Distribuzione
Il film uscì nelle sale cinematografiche statunitensi il 28 marzo 1908.